# Per Ahlgren

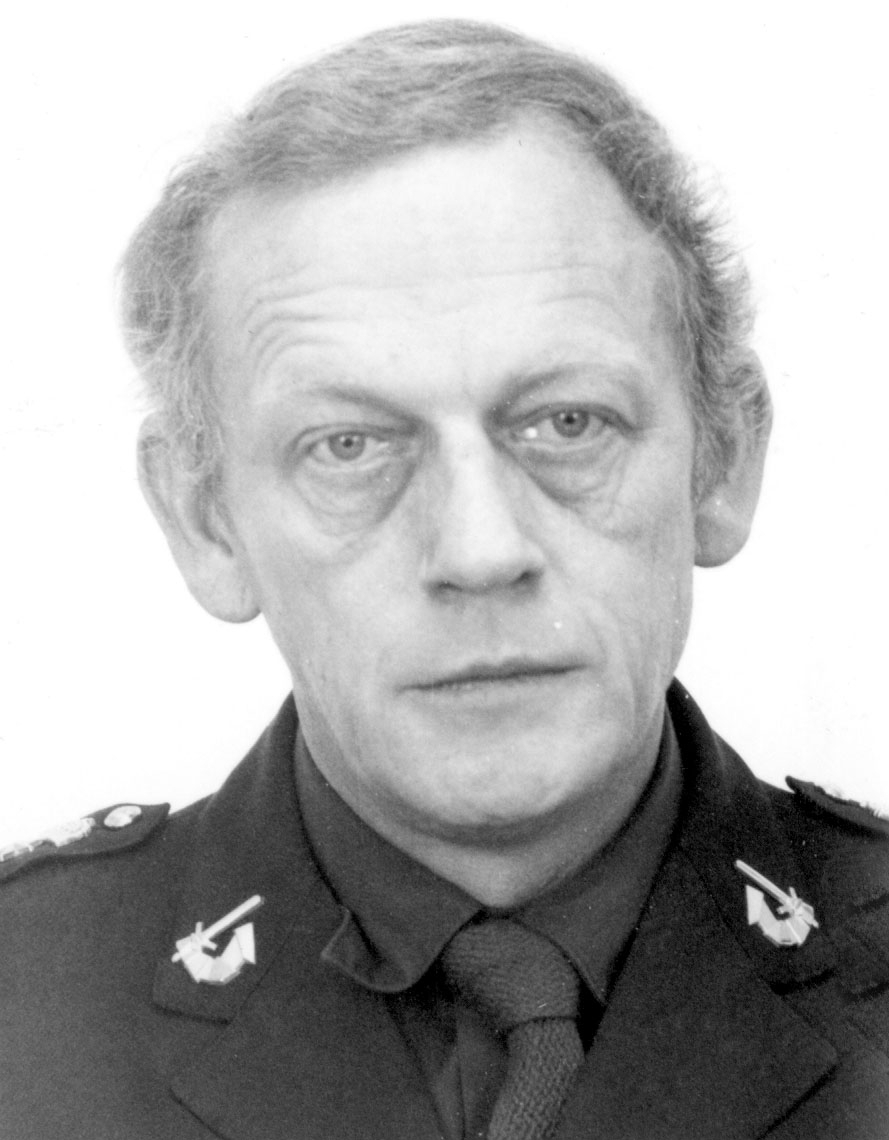
Per Ahlgren.

Per Arvid Christian Ahlgren, född den 20 november 1897 i Malmö, död den 27 mars 1965 i Stockholm, var en svensk militär. Han var son till Georg Ahlgren och dotterson till Emil Flensburg.
Ahlgren blev fänrik vid Göta livgarde 1919, löjtnant där 1922 och kapten där 1934. Han övergick som kapten till försvarsstaben 1937 och till Svea livgarde 1939, blev major vid Södra skånska infanteriregementet 1940, vid Skaraborgs regemente 1941, överstelöjtnant där 1943, vid Skånska dragonregementet 1946 och vid Göta livgarde 1948. Ahlgren befordrades till överste i armén 1948. Han var chef för Skaraborgs regemente 1949–1954 och blev överste i reserven 1954. Ahlgren blev riddare av Svärdsorden 1940, kommendör av andra klassen av samma orden 1952 och kommendör av första klassen 1955. Han vilar på Sankt Pauli norra kyrkogård i Malmö.